# あちこちオードリー
『あちこちオードリー』は、テレビ東京で2019年10月5日から放送されているバラエティ番組。オードリーの冠番組。
開始から2021年3月31日までは『あちこちオードリー～春日の店あいてますよ?〜』（あちこちオードリー かすがのみせあいてますよ?）という番組名で放送されていた。

## 概要
春日俊彰が大将を務める料理店を舞台に、常連客の若林正恭とゲストの有名人による本音トークを繰り広げていく。トークゲストは毎回2～3組を呼び、深夜時代は前後編で放送されることも多かった。
番組の特徴として、一般的なトークバラエティとは違い事前のアンケートが一切無く、タレントが本音を多く語ることが多い。そのため番組の内容がネットニュースになることが多く、若林の考案で番組セットの壁に「ラジオじゃない」「不用意な発言禁止」「ライターがすげぇ見てる」と書かれたお品書きが貼られている。
番組では視聴者からのメッセージも募集しており、番組オープニングやトーク本編内で随時紹介している。
2021年7月20日、同年6月2日・9日・16日の放送回が『ギャラクシー賞テレビ部門 2021年6月度月間賞』を受賞。ロンドンブーツ1号2号の田村淳やパンサーの向井慧らがゲスト出演した回が「それぞれの立場の芸人が抱えるリアルな悩みや心情をあぶり出すとともに、一級の『テレビ論』にもなっていた」と評価されての受賞となった。
2025年5月21日は、『世界卓球2025』の放送時間延長に伴い。初の番組休止となった。

### 変遷
2019年8月3日・9月23日にパイロット版の特別番組として放送された。その後、同年10月から当初はRudelの一社提供番組としてレギュラー放送を開始した。
2020年4月改編により、毎週水曜 1:35 - 2:05（火曜深夜）に放送時間を変更した。
2021年4月改編で、水曜 23:06 - 23:55に移動し、放送時間も49分に拡大された。この改編でテレビ東京系列6局同時ネットとなり、同時にサブタイトルが省略された。

## コーナー
ゲストの気になる発言リスト
テレビ・ラジオ・雑誌などの媒体でゲスト本人や共演者から出た、気になる発言を紹介するコーナー。当初は出前芸人（主に若手芸人）がフリップを持って登場していたが、2020年6月3日放送分以降は春日が紹介する形となった。23時台に移動してからは行われていない。
視聴者のお悩み予想
事前に番組HPで募集した、ゲストが抱えていそうな悩みを本人に向けて紹介するコーナー。あくまで視聴者が勝手に予想したものであるため、本人から否定されることもある。
働く人の反省ノート
若手芸人またはネクストブレイク枠に長年留まったままのベテラン芸人などが数週替わりで出演し、自身の反省または視聴者から募集した日頃の反省を紹介するコーナー。企業タイアップを兼ねることもあり、その際にはタイアップ企業の社員が反省を披露する。このコーナーにオードリーは出演せず、番組プロデューサーの佐久間宣行が進行を担当する。
この時心が楽になる 私の処方箋
2022年5月25日放送分から開始。ゲストの心が楽になる・モチベーションを維持できる大好きな瞬間を発表するコーナー。
自作自演占い
ゲストが事前に自己申告していた事柄を占い師（演 - 上の平多香 ）が占った体で発言し、ゲストが「当たっています」などと予定調和の返事をしたあとにトークを膨らませる。
私だけがグッときたニュース
ゲストが最近個人的に気になったニュースを冨田有紀（テレビ東京アナウンサー）が読み上げる。

## 放送リスト
- ゲストは、若林と同じく客として出演。
- 出前芸人（主に若手芸人）は、春日と同じく料理店の店員として出演（レギュラー放送第31回まで）。

### 特別番組
| 回 | 放送日時                              | ゲスト                                     | 出前芸人                               | 備考 |
| -- | ------------------------------------- | ------------------------------------------ | -------------------------------------- | ---- |
| 1  | 2019年08月03日 （土曜 16:00 - 17:15） | 小木博明（おぎやはぎ）、ホラン千秋         | 宮下草薙、小宮浩信（三四郎）           |      |
| 1  | 2019年08月03日 （土曜 16:00 - 17:15） | 長嶋一茂                                   | 岡部大（ハナコ）、岩井勇気（ハライチ） |      |
| 2  | 2019年09月23日 （月曜 9:11 - 10:05）  | 橋本マナミ、若槻千夏                       | さらば青春の光                         |      |
| 2  | 2019年09月23日 （月曜 9:11 - 10:05）  | 田中卓志（アンガールズ）、平成ノブシコブシ | 岡部大（ハナコ）                       |      |

### レギュラー放送

#### 2019年
| 回                                        | 放送日                                    | ゲスト                                    | 出前芸人                                  | 備考                                      |
| 土曜 11:03 - 11:30 時代（第1回 - 第25回） | 土曜 11:03 - 11:30 時代（第1回 - 第25回） | 土曜 11:03 - 11:30 時代（第1回 - 第25回） | 土曜 11:03 - 11:30 時代（第1回 - 第25回） | 土曜 11:03 - 11:30 時代（第1回 - 第25回） |
| ----------------------------------------- | ----------------------------------------- | ----------------------------------------- | ----------------------------------------- | ----------------------------------------- |
| 1                                         | 10月05日                                  | 大久保佳代子（オアシズ）、滝沢カレン      | 納言                                      |                                           |
| 2                                         | 10月12日                                  | 大久保佳代子（オアシズ）、滝沢カレン      | 納言                                      |                                           |
| 3                                         | 10月19日                                  | 中岡創一（ロッチ）、狩野英孝              | 納言                                      |                                           |
| 4                                         | 10月26日                                  | 中岡創一（ロッチ）、狩野英孝              | 納言                                      |                                           |
| 5                                         | 11月02日                                  | 小倉優子、池田美優、加藤綾菜              | さらば青春の光                            |                                           |
| 6                                         | 11月09日                                  | 小倉優子、池田美優、加藤綾菜              | さらば青春の光                            |                                           |
| 7                                         | 11月16日                                  | 藤本敏史（FUJIWARA）、ハライチ            | さらば青春の光                            |                                           |
| 8                                         | 11月23日                                  | 藤本敏史（FUJIWARA）、ハライチ            | さらば青春の光                            |                                           |
| 9                                         | 11月30日                                  | アルコ&ピース、三四郎                     | 宮下草薙                                  |                                           |
| 10                                        | 12月07日                                  | アルコ&ピース、三四郎                     | 宮下草薙                                  |                                           |
| 11                                        | 12月14日                                  | 劇団ひとり、小沢一敬（スピードワゴン）    | 宮下草薙                                  |                                           |
| 12                                        | 12月21日                                  | 劇団ひとり、小沢一敬（スピードワゴン）    | 宮下草薙                                  |                                           |
| 13                                        | 12月28日                                  | 東野幸治、SHELLY                          | 納言                                      | [ 注 2 ]                                  |

#### 2020年
| 回                                       | 放送日時 | ゲスト                                 | 出前芸人                         | 備考 |
| ---------------------------------------- | -------- | -------------------------------------- | -------------------------------- | ---- |
| 14                                       | 01月11日 | 総集編「名場面＆未公開トークSP」       | 総集編「名場面＆未公開トークSP」 |      |
| 15                                       | 01月18日 | Creepy Nuts、銀シャリ                  | さらば青春の光                   |      |
| 16                                       | 01月25日 | Creepy Nuts、銀シャリ                  | さらば青春の光                   |      |
| 17                                       | 02月01日 | 陣内智則、バイきんぐ                   | さらば青春の光                   |      |
| 18                                       | 02月08日 | 陣内智則、バイきんぐ                   | さらば青春の光                   |      |
| 19                                       | 02月15日 | アンミカ、青山テルマ                   | 宮下草薙                         |      |
| 20                                       | 02月22日 | アンミカ、青山テルマ                   | 宮下草薙                         |      |
| 21                                       | 02月29日 | ベッキー、又吉直樹（ピース）           | 宮下草薙                         |      |
| 22                                       | 03月07日 | ベッキー、又吉直樹（ピース）           | 宮下草薙                         |      |
| 23                                       | 03月14日 | 伊集院光、柴田英嗣（アンタッチャブル） | さらば青春の光                   |      |
| 24                                       | 03月21日 | 伊集院光、柴田英嗣（アンタッチャブル） | さらば青春の光                   |      |
| 25                                       | 03月28日 | 総集編「不用意な発言SP」               | さらば青春の光                   |      |
| 水曜 1:35 - 2:05 時代（第26回 - 第76回） |          |                                        |                                  |      |
| 26                                       | 04月08日 | 藤森慎吾（オリエンタルラジオ）、EXIT   | ゾフィー                         |      |
| 27                                       | 04月15日 | 藤森慎吾（オリエンタルラジオ）、EXIT   | ゾフィー                         |      |
| 28                                       | 04月22日 | YOU、千原ジュニア（千原兄弟）          | ティモンディ                     |      |
| 29                                       | 04月29日 | YOU、千原ジュニア（千原兄弟）          | ティモンディ                     |      |
| 30                                       | 05月06日 | 小島瑠璃子、ジャングルポケット         | 鬼越トマホーク                   |      |
| 31                                       | 05月13日 | 小島瑠璃子、ジャングルポケット         | 鬼越トマホーク                   |      |

| 回 | 放送日時 | ゲスト                                               | 備考     |
| -- | -------- | ---------------------------------------------------- | -------- |
| 32 | 05月20日 | 特別編「オードリー 2人きりの本音トークSP」           |          |
| 33 | 05月27日 | 特別編「オードリー 2人きりの本音トークSP」           |          |
| 34 | 06月03日 | 小籔千豊、くっきー!（野性爆弾）                      |          |
| 35 | 06月10日 | 小籔千豊、くっきー!（野性爆弾）                      |          |
| 36 | 06月17日 | かまいたち                                           |          |
| 37 | 06月24日 | ハライチ                                             | [ 注 3 ] |
| 38 | 07月01日 | ハライチ                                             |          |
| 39 | 07月08日 | ファーストサマーウイカ、宮下草薙                     |          |
| 40 | 07月15日 | ファーストサマーウイカ、宮下草薙                     |          |
| 41 | 07月22日 | 市川紗椰、川島明（麒麟）                             |          |
| 42 | 07月29日 | 市川紗椰、川島明（麒麟）                             |          |
| 43 | 08月05日 | バカリズム、東京03                                   |          |
| 44 | 08月12日 | バカリズム、東京03                                   |          |
| 45 | 08月19日 | 佐藤栞里、パンサー                                   |          |
| 46 | 08月26日 | 佐藤栞里、パンサー                                   |          |
| 47 | 09月02日 | 渡辺直美、ロバート                                   |          |
| 48 | 09月09日 | 渡辺直美、ロバート                                   |          |
| 49 | 09月16日 | フワちゃん                                           | [ 注 4 ] |
| 50 | 09月23日 | フワちゃん                                           | [ 注 5 ] |
| 51 | 09月30日 | 総集編「名場面スペシャル」                           |          |
| 52 | 10月07日 | 岡田結実、ニューヨーク                               |          |
| 53 | 10月14日 | 岡田結実、ニューヨーク                               |          |
| 54 | 10月21日 | 飯尾和樹（ずん）、サバンナ                           |          |
| 55 | 10月28日 | 飯尾和樹（ずん）、サバンナ                           |          |
| 56 | 11月04日 | 壇蜜、チョコレートプラネット                         |          |
| 57 | 11月11日 | 壇蜜、チョコレートプラネット                         |          |
| 58 | 11月18日 | ダイアン、カミナリ                                   |          |
| 59 | 11月25日 | ダイアン、カミナリ                                   |          |
| 60 | 12月02日 | 加藤史帆・佐々木美玲・富田鈴花・渡邉美穂（日向坂46） |          |
| 61 | 12月09日 | 加藤史帆・佐々木美玲・富田鈴花・渡邉美穂（日向坂46） |          |
| 62 | 12月16日 | キングコング                                         |          |
| 63 | 12月23日 | キングコング                                         |          |

#### 2021年
| 回 | 放送日時 | ゲスト                                                | 備考 |
| -- | -------- | ----------------------------------------------------- | ---- |
| 64 | 01月06日 | 総集編「視聴者リクエスト! お昼時代の未公開&傑作選SP」 |      |
| 65 | 01月13日 | 児嶋一哉（アンジャッシュ）、ハナコ                    |      |
| 66 | 01月20日 | 児嶋一哉（アンジャッシュ）、ハナコ                    |      |
| 67 | 01月27日 | 板倉俊之（インパルス）、アインシュタイン              |      |
| 68 | 02月03日 | 板倉俊之（インパルス）、アインシュタイン              |      |
| 69 | 02月10日 | Creepy Nuts                                           |      |
| 70 | 02月17日 | Creepy Nuts                                           |      |
| 71 | 02月24日 | 蛍原徹（雨上がり決死隊）、さらば青春の光              |      |
| 72 | 03月03日 | 蛍原徹（雨上がり決死隊）、さらば青春の光              |      |
| 73 | 03月10日 | 藤田ニコル、錦鯉                                      |      |
| 74 | 03月17日 | 藤田ニコル、錦鯉                                      |      |
| 75 | 03月24日 | 今田耕司                                              |      |
| 76 | 03月31日 | 今田耕司                                              |      |

| 回                                       | 放送日時                                 | ゲスト | ミニコーナー出演者                       | 備考                                     |
| 水曜 23:06 - 23:55 時代（第77回 - 現在） | 水曜 23:06 - 23:55 時代（第77回 - 現在） | 水曜 23:06 - 23:55 時代（第77回 - 現在）                                                                                       | 水曜 23:06 - 23:55 時代（第77回 - 現在） | 水曜 23:06 - 23:55 時代（第77回 - 現在） |
| ---------------------------------------- | ---------------------------------------- | --- | ---------------------------------------- | ---------------------------------------- |
| 77                                       | 03月31日                                 | アンミカ、宮下草薙 | ウエストランド                           |                                          |
| 78                                       | 04月07日                                 | 田中みな実、ぼる塾 | ウエストランド                           |                                          |
| 79                                       | 04月14日                                 | マヂカルラブリー、シソンヌ | ウエストランド                           |                                          |
| 80                                       | 04月21日                                 | 藤井隆、空気階段 | 5GAP                                     |                                          |
| 81                                       | 04月28日                                 | ケンドーコバヤシ、蛙亭 | 5GAP                                     |                                          |
| 82                                       | 05月05日                                 | 若槻千夏、ロッチ | TAIGA                                    |                                          |
| 83                                       | 05月12日                                 | 伊集院光、見取り図 | TAIGA                                    |                                          |
| 84                                       | 05月19日                                 | 髙橋ひかる、ぺこぱ | ザ・マミィ                               |                                          |
| 85                                       | 05月26日                                 | 出川哲朗、滝沢カレン | ザ・マミィ                               |                                          |
| 86                                       | 06月02日                                 | 田村淳（ロンドンブーツ1号2号）                                                                                                 | ザ・ギース                               |                                          |
| 87                                       | 06月09日                                 | 特別企画「パンサー向井プレゼンツ 反省ノートSP」 向井慧（パンサー）、平子祐希（アルコ&ピース）、福田麻貴（3時のヒロイン）、吉住 | ザ・ギース                               |                                          |
| 88                                       | 06月16日                                 | 特別企画「パンサー向井プレゼンツ 反省ノートSP」 向井慧（パンサー）、平子祐希（アルコ&ピース）、福田麻貴（3時のヒロイン）、吉住 | ジョイマン                               | [ 注 6 ]                                 |
| 89                                       | 06月23日                                 | 小島瑠璃子、ニューヨーク | -                                        |                                          |
| 90                                       | 06月30日                                 | 星野源 | -                                        |                                          |
| 91                                       | 07月07日                                 | 中山秀征、高橋真麻 | 納言                                     |                                          |
| 92                                       | 07月14日                                 | オアシズ | ウエストランド                           |                                          |
| 93                                       | 07月21日                                 | 池田美優、平成ノブシコブシ | ウエストランド                           |                                          |
| 94                                       | 07月28日                                 | 陣内智則、川島明（麒麟） | TAIGA                                    |                                          |
| 95                                       | 08月11日                                 | 東京03、かが屋 | 納言                                     |                                          |
| 96                                       | 08月18日                                 | キャイ〜ン、坂下千里子 | TAIGA                                    |                                          |
| 97                                       | 08月25日                                 | 古舘伊知郎 | 岡野陽一                                 |                                          |
| 98                                       | 09月01日                                 | 佐々木久美・潮紗理菜・松田好花・上村ひなの（日向坂46）                                                                         | 岡野陽一                                 |                                          |
| 99                                       | 09月08日                                 | ベッキー、朝日奈央 | ジョイマン                               |                                          |
| 100                                      | 09月15日                                 | 矢部浩之（ナインティナイン）                                                                                                   | -                                        |                                          |
| 101                                      | 09月22日                                 | 特別企画「アンミカ聞いてよ! どんよりポエム発表会」 アンミカ、神田愛花、黒沢かずこ（森三中）、後藤拓実（四千頭身）              | ザ・マミィ                               |                                          |
| 102                                      | 09月29日                                 | 梅沢富美男、峯岸みなみ | ザ・マミィ                               |                                          |
| 103                                      | 10月06日                                 | 森田哲矢（さらば青春の光）、サーヤ（ラランド）、武井壮                                                                         | -                                        |                                          |
| 104                                      | 10月13日                                 | 入江聖奈、ティモンディ | GAG                                      |                                          |
| 105                                      | 10月20日                                 | NON STYLE | -                                        |                                          |
| 106                                      | 10月27日                                 | ドランクドラゴン、ヒコロヒー                                                                                                   | GAG                                      |                                          |
| 107                                      | 11月03日                                 | 千原兄弟 | トンツカタン                             |                                          |
| 108                                      | 11月10日                                 | 総集編「売れっ子&レジェンドの名場面SP」                                                                                        | -                                        |                                          |
| 109                                      | 11月17日                                 | タカアンドトシ | -                                        |                                          |
| 110                                      | 11月24日                                 | 関根勤、小堺一機 | -                                        |                                          |
| 111                                      | 12月01日                                 | ビビる大木、Aマッソ | トンツカタン                             |                                          |
| 112                                      | 12月08日                                 | 大泉洋、劇団ひとり | -                                        |                                          |
| 113                                      | 12月15日                                 | 特別企画「フレッシュな若手の絶望の兆しチェック」 板倉俊之（インパルス）、松丸亮吾、ザ・マミィ                                  | -                                        |                                          |
| 114                                      | 12月22日                                 | 丸山桂里奈、アルコ&ピース | ラブレターズ                             |                                          |
| 115                                      | 12月30日                                 | 爆笑問題 | -                                        | [ 注 7 ]                                 |
| 115                                      | 12月30日                                 | 特別企画「パンサー向井&オードリー 2021年反省ノートSP」 向井慧（パンサー）                                                      | -                                        | [ 注 7 ]                                 |

#### 2022年
| 回  | 放送日時 | ゲスト | ミニコーナー出演者 | 備考      |
| --- | -------- | --- | ------------------ | --------- |
| 116 | 01月05日 | キングコング | -                  |           |
| 117 | 01月12日 | 野呂佳代、阿佐ヶ谷姉妹                                                                                           | ラブレターズ       |           |
| 118 | 01月19日 | フワちゃん、アンミカ                                                                                             | ウエストランド     |           |
| 119 | 01月26日 | 総集編「売れっ子&レジェンドの名場面SP」                                                                          | ウエストランド     | [ 注 8 ]  |
| 120 | 02月02日 | 特別編「ハライチ傑作選SP」                                                                                       | ラパルフェ         | [ 注 9 ]  |
| 121 | 02月09日 | 特別企画「フレッシュな若手の絶望の兆しチェック」 板倉俊之（インパルス）、王林、宮下草薙                          | ラパルフェ         | [ 注 10 ] |
| 122 | 02月16日 | 特別企画「私の教訓どうですか? 芸能界が生きやすくなる参考書を作ろう!」 板倉俊之（インパルス）、銀シャリ、狩野英孝 | 真空ジェシカ       | [ 注 10 ] |
| 123 | 02月23日 | ハリセンボン、黒沢かずこ（森三中）                                                                               | 真空ジェシカ       |           |
| 124 | 03月02日 | 特別企画「思ってたのと違う発表会」 ラランド、真空ジェシカ、コットン、ゾフィー、ウエストランド                    | -                  |           |
| 125 | 03月09日 | 新内眞衣、ファーストサマーウイカ                                                                                 | カカロニ           |           |
| 126 | 03月16日 | 井上咲楽、ニューヨーク                                                                                           | カカロニ           |           |
| 127 | 03月23日 | 磯山さやか、ナイツ                                                                                               | 男性ブランコ       |           |
| 128 | 03月30日 | 勝俣州和、菊地亜美                                                                                               | 男性ブランコ       |           |

| 回  | 放送日時 | ゲスト | 備考      |
| --- | -------- | --- | --------- |
| 129 | 04月06日 | DJ松永（Creepy Nuts）、三四郎                                                                                               |           |
| 130 | 04月13日 | 特別企画「私の教訓どうですか? 芸能界が生きやすくなる参考書を作ろう!」 塚地武雅（ドランクドラゴン）、ミキ、鬼越トマホーク    |           |
| 131 | 04月20日 | 原口あきまさ、はなわ、トム・ブラウン                                                                                        |           |
| 132 | 04月27日 | 特別企画「アンミカ聞いてよ! どんよりポエム発表会」 アンミカ、田村亮（ロンドンブーツ1号2号）、峯岸みなみ、とにかく明るい安村 |           |
| 133 | 05月04日 | 渋谷凪咲（NMB48）、伊集院光                                                                                                 |           |
| 134 | 05月11日 | 見取り図、ジャングルポケット                                                                                                |           |
| 135 | 05月18日 | ぺこぱ、EXIT |           |
| 136 | 05月25日 | 相席スタート、蛙亭 |           |
| 137 | 06月01日 | 中川家、髙橋ひかる |           |
| 138 | 06月08日 | 川原克己（天竺鼠）、ゆりやんレトリィバァ、やす子                                                                            |           |
| 139 | 06月15日 | 錦鯉、おいでやすこが |           |
| 140 | 06月22日 | 増田貴久（NEWS）、田中卓志（アンガールズ）                                                                                  |           |
| 141 | 06月29日 | 飯塚悟志（東京03）、秋山寛貴（ハナコ）、後藤拓実（四千頭身）                                                                |           |
| 142 | 07月06日 | 特別企画「私の教訓どうですか? 芸能界が生きやすくなる参考書を作ろう!」 飯尾和樹（ずん）、藤田ニコル、ティモンディ            |           |
| 143 | 07月13日 | 井森美幸、インディアンス |           |
| 144 | 07月20日 | 特別企画「働き盛り芸能人 絶望の兆しチェック」 板倉俊之（インパルス）、足立梨花、なすなかにし、ZAZY                          |           |
| 145 | 07月27日 | 品川庄司、みなみかわ |           |
| 146 | 08月03日 | 大沢あかね、小沢一敬（スピードワゴン）                                                                                      |           |
| 147 | 08月10日 | 土田晃之、モグライダー |           |
| 148 | 08月17日 | 山崎怜奈、とろサーモン |           |
| 149 | 08月24日 | チュートリアル |           |
| 150 | 08月31日 | 大久保佳代子（オアシズ）、オズワルド                                                                                        |           |
| 151 | 09月07日 | ココリコ |           |
| 152 | 09月14日 | ダイアン | [ 注 12 ] |
| 153 | 09月21日 | 雛形あきこ、岡田圭右（ますだおかだ）                                                                                        |           |
| 154 | 09月28日 | 松本明子、横山由依 |           |
| 155 | 10月05日 | 空気階段、ラランド |           |
| 156 | 10月12日 | 特別企画「私の教訓どうですか? 芸能界が生きやすくなる参考書を作ろう!」 藤本敏史（FUJIWARA）、池田美優、サンシャイン池崎      |           |
| 157 | 10月19日 | 友近、吉村崇（平成ノブシコブシ）                                                                                            |           |
| 158 | 10月26日 | 中田敦彦（オリエンタルラジオ）                                                                                              |           |
| 159 | 11月02日 | さらば青春の光、Aマッソ |           |
| 160 | 11月09日 | 川島明（麒麟）、MEGUMI |           |
| 161 | 11月16日 | 清水ミチコ、長谷川忍（シソンヌ）                                                                                            |           |
| 162 | 11月23日 | 森三中 |           |
| 163 | 11月30日 | 森脇健児、なすなかにし |           |
| 164 | 12月07日 | 笑い飯 |           |
| 165 | 12月14日 | 山添寛（相席スタート）、岡野陽一、酒井貴士（ザ・マミィ）                                                                    |           |
| 166 | 12月21日 | 特別企画「これなんで分かったの!? 自作自演占い」 徳井健太（平成ノブシコブシ）、神田伸一郎（ハマカーン）、宮下草薙            |           |

#### 2023年
| 回  | 放送日時 | ゲスト | 備考      |
| --- | -------- | --- | --------- |
| 167 | 01月01日 | 特別企画「年間反省ノート大賞」 向井慧（パンサー）、さらば青春の光、村重杏奈、松丸亮吾、みなみかわ                                  | [ 注 13 ] |
| 168 | 01月04日 | 総集編「裸の言葉SP」 |           |
| 169 | 01月11日 | マヂカルラブリー、ランジャタイ |           |
| 170 | 01月18日 | 特別企画「私の教訓どうですか? 芸能界が生きやすくなる参考書を作ろう!」 伊集院光、藤本美貴、どぶろっく、井口浩之（ウエストランド）   |           |
| 171 | 01月25日 | バカリズム |           |
| 172 | 02月01日 | 今田耕司、西野未姫 |           |
| 173 | 02月08日 | 小籔千豊、蓮見翔（ダウ90000） |           |
| 174 | 02月15日 | 陣内智則、コットン |           |
| 175 | 02月22日 | 真空ジェシカ、かみちぃ・アタック西本（ジェラードン）、お見送り芸人しんいち                                                         |           |
| 176 | 03月01日 | 錦鯉、呂布カルマ |           |
| 177 | 03月08日 | 特別企画「これなんで分かったの!? 自作自演占い」 神田愛花、峯岸みなみ、あばれる君                                                   |           |
| 178 | 03月15日 | 特別企画「もちこみオードリーSP」 黒沢かずこ（森三中）、あの、かが屋                                                                |           |
| 179 | 03月22日 | 特別企画「私の教訓どうですか? 芸能界が生きやすくなる参考書を作ろう!」 カンニング竹山、竹内由恵、野呂佳代                           |           |
| 180 | 03月29日 | 又吉直樹（ピース）、吉村崇（平成ノブシコブシ）                                                                                     |           |
| 181 | 04月05日 | ブラックマヨネーズ |           |
| 182 | 04月12日 | ニューヨーク、ヨネダ2000 |           |
| 183 | 04月19日 | ホラン千秋、コロコロチキチキペッパーズ                                                                                             |           |
| 184 | 04月26日 | 特別企画「もちこみオードリーSP」 アンミカ、横澤夏子、ケンドーコバヤシ                                                              |           |
| 185 | 05月03日 | オリエンタルラジオ |           |
| 186 | 05月10日 | 特別企画「俺だけがグッときたニュース」 アルコ&ピース、長谷川忍（シソンヌ）、鬼越トマホーク                                         |           |
| 187 | 05月17日 | 特別企画「これなんで分かったの!? 自作自演占い」 土田晃之、髙橋ひかる、狩野英孝                                                     |           |
| 188 | 05月24日 | エルフ、ニッポンの社長、マユリカ                                                                                                   |           |
| 189 | 05月31日 | ダイアン |           |
| 190 | 06月07日 | マシンガンズ、とにかく明るい安村、ラバーガール                                                                                     |           |
| 191 | 06月14日 | 堀内健（ネプチューン）、ゆうちゃみ                                                                                                 |           |
| 192 | 06月21日 | ももいろクローバーZ |           |
| 193 | 06月28日 | オアシズ |           |
| 194 | 07月05日 | 特別企画「これなんで分かったの!? 自作自演占い」 黒沢かずこ（森三中）、河合郁人（A.B.C-Z）、ぺこぱ                                  |           |
| 195 | 07月12日 | ぼる塾、四千頭身 |           |
| 196 | 07月19日 | 特別企画「私の教訓どうですか? 芸能界が生きやすくなる参考書を作ろう!」 ベッキー、スピードワゴン、やす子                             |           |
| 197 | 07月26日 | 土屋伸之（ナイツ）、佐藤満春（どきどきキャンプ）、TAIGA、ハマカーン                                                                |           |
| 198 | 08月02日 | 特別企画「私だけがグッときたニュース」 阿佐ヶ谷姉妹、ニッチェ、Aマッソ                                                             |           |
| 199 | 08月09日 | ウエストランド、男性ブランコ |           |
| 200 | 08月16日 | おぎやはぎ、劇団ひとり、松丸友紀（テレビ東京アナウンサー）                                                                         |           |
| 201 | 08月23日 | 髙地優吾（SixTONES）、みなみかわ、カカロニ                                                                                         |           |
| 202 | 08月30日 | 石塚英彦（ホンジャマカ）、彦摩呂、飯尾和樹（ずん）                                                                                 |           |
| 203 | 09月06日 | 博多華丸・大吉 |           |
| 204 | 09月13日 | 特別企画「私の教訓どうですか? 芸能界が生きやすくなる参考書を作ろう!」 ファーストサマーウイカ、井桁弘恵、吉住                       |           |
| 205 | 09月20日 | 特別企画「私だけがグッときたニュース」 川田裕美、タイムマシーン3号、東京ホテイソン                                                 |           |
| 206 | 09月27日 | 黒沢かずこ（森三中）、橋本直（銀シャリ）、ザ・マミィ                                                                               |           |
| 207 | 10月04日 | レイザーラモンHG、小島よしお、ジョイマン                                                                                           |           |
| 208 | 10月11日 | ロッチ、ぱーてぃーちゃん |           |
| 209 | 10月18日 | 特別企画「私だけがグッときたニュース」 足立梨花、マヂカルラブリー、囲碁将棋                                                        |           |
| 210 | 10月25日 | 渋谷凪咲（NMB48）、FUJIWARA |           |
| 211 | 11月01日 | メイプル超合金、トレンディエンジェル                                                                                               |           |
| 212 | 11月08日 | 小嶋陽菜、高橋みなみ、峯岸みなみ                                                                                                   |           |
| 213 | 11月15日 | 特別企画「これなんで分かったの!? 自作自演占い」 山添寛（相席スタート）、かみちぃ・アタック西本（ジェラードン）、ロングコートダディ |           |
| 214 | 11月22日 | ハリウッドザコシショウ、トータルテンボス                                                                                           |           |
| 215 | 11月29日 | 柏木由紀（AKB48）、EXIT |           |
| 216 | 12月06日 | 秋元真夏、アンガールズ |           |
| 217 | 12月13日 | 特別企画「反省ノート大賞2023」 西堀亮（マシンガンズ）、野呂佳代、ぱーてぃーちゃん                                                  |           |
| 218 | 12月20日 | 特別企画「あの悩みどうなった報告会」 田村亮（ロンドンブーツ1号2号）、松丸亮吾、徳井健太（平成ノブシコブシ）、ZAZY                  |           |

#### 2024年
| 回  | 放送日時 | ゲスト | 備考      |
| --- | -------- | --- | --------- |
| 219 | 01月01日 | 特別企画「新春本音ノーカットトークSP」 伊集院光、上田航平                                                                                  | [ 注 14 ] |
| 220 | 01月10日 | 総集編「熱い本音 大放出SP」 |           |
| 221 | 01月17日 | さらば青春の光、ラブレターズ |           |
| 222 | 01月24日 | 井口浩之（ウエストランド）、サルゴリラ、坂井良多（鬼越トマホーク）                                                                         |           |
| 223 | 01月31日 | 佐々木美玲・松田好花・森本茉莉・山下葉留花（日向坂46）                                                                                     |           |
| 224 | 02月07日 | 特別企画「諦めたこと発表会」 塚地武雅（ドランクドラゴン）、西田幸治（笑い飯）、黒沢かずこ（森三中）                                        |           |
| 225 | 02月14日 | 特別企画「私の教訓どうですか? 芸能界が生きやすくなる参考書を作ろう!」 土田晃之、たんぽぽ、三四郎                                           |           |
| 226 | 02月21日 | 特別企画「私だけがグッときたニュース」 みなみかわ、菊地亜美、蓮見翔（ダウ90000）、栗谷（カカロニ）                                         |           |
| 227 | 02月28日 | トム・ブラウン、ヤーレンズ |           |
| 228 | 03月06日 | U字工事、タイムマシーン3号、中西茂樹（なすなかにし）                                                                                       |           |
| 229 | 03月13日 | みやぞん（ANZEN漫才）、フワちゃん |           |
| 230 | 03月20日 | 特別企画「どんよりポエム ママタレSP」 くわばたりえ（クワバタオハラ）、野々村友紀子、虻川美穂子（北陽）                                     |           |
| 231 | 03月27日 | 特別企画「諦めたこと発表会」 くっきー!（野性爆弾）、高橋真麻、岡野陽一                                                                     |           |
| 232 | 04月03日 | 永野、お見送り芸人しんいち、ティモンディ                                                                                                   |           |
| 233 | 04月10日 | 島崎和歌子、森泉、井上咲楽 |           |
| 234 | 04月17日 | 品川祐（品川庄司）、上地雄輔 |           |
| 235 | 04月24日 | 特別企画「私だけがグッときたニュース」 板倉俊之（インパルス）、サーヤ（ラランド）、ラバーガール                                            |           |
| 236 | 05月01日 | 銀シャリ、さや香 |           |
| 237 | 05月08日 | サンドウィッチマン |           |
| 238 | 05月15日 | 小倉優子、おいでやす小田、渚 |           |
| 239 | 05月22日 | 岩崎う大（かもめんたる）、ビスケットブラザーズ、紅しょうが                                                                                 |           |
| 240 | 05月29日 | ベッキー、ハリセンボン |           |
| 241 | 06月05日 | 特別企画「私の教訓どうですか? 芸能界が生きやすくなる参考書を作ろう!」 田村淳（ロンドンブーツ1号2号）、朝日奈央                             |           |
| 242 | 06月12日 | 特別企画「これなんで分かったの!? 自作自演占い」 吉村崇（平成ノブシコブシ）、野田クリスタル（マヂカルラブリー）、井口浩之（ウエストランド） |           |
| 243 | 06月19日 | 金属バット、マユリカ |           |
| 244 | 06月26日 | 陣内智則、もう中学生、ゆりやんレトリィバァ                                                                                                 |           |
| 245 | 07月03日 | 尾形貴弘（パンサー）、あばれる君、きしたかの                                                                                               |           |
| 246 | 07月10日 | アンミカ、小籔千豊 |           |
| 247 | 07月17日 | 見取り図、村重杏奈 |           |
| 248 | 07月24日 | 令和ロマン、Aマッソ |           |
| 249 | 07月31日 | Ado |           |
| 250 | 08月07日 | 花澤香菜、ミルクボーイ |           |
| 251 | 08月14日 | 特別企画「私だけがグッときたニュース」 カンニング竹山、神田愛花、横川尚隆                                                                  |           |
| 252 | 08月21日 | 中邑真輔 |           |
| 253 | 08月28日 | 岡田紗佳、ニューヨーク |           |
| 254 | 09月04日 | とにかく明るい安村、堀未央奈、太田博久・おたけ（ジャングルポケット）                                                                       |           |
| 255 | 09月11日 | 山田邦子、ナイツ |           |
| 256 | 09月18日 | 特別企画「私、間違ってました発表会」 タイムマシーン3号、王林 、春とヒコーキ                                                                |           |
| 257 | 09月25日 | ハナコ、ぼる塾 |           |
| 258 | 10月02日 | 飯尾和樹（ずん）、狩野英孝、鬼龍院翔 |           |
| 259 | 10月09日 | 中岡創一（ロッチ）、松村沙友理、レインボー                                                                                                 |           |
| 260 | 10月16日 | FUJIWARA、長谷川忍（シソンヌ） |           |
| 261 | 10月23日 | 野村忠宏、槙野智章、水谷隼 |           |
| 262 | 10月30日 | NON STYLE |           |
| 263 | 11月06日 | 堀内健（ネプチューン）、すがちゃん最高No.1（ぱーてぃーちゃん）、Den（リンダカラー∞）                                                       |           |
| 264 | 11月13日 | 特別企画「私がグッときたニュース」 とろサーモン、塚地武雅（ドランクドラゴン）、ナ酒渚                                                      |           |
| 265 | 11月20日 | 千葉雄大、藤田ニコル、安藤なつ（メイプル超合金）                                                                                           |           |
| 266 | 11月27日 | アルコ&ピース、ガンバレルーヤ |           |
| 267 | 12月04日 | ネルソンズ、山添寛（相席スタート）、山崎怜奈                                                                                               |           |
| 268 | 12月11日 | キングコング |           |
| 269 | 12月18日 | ウエストランド、ラブレターズ |           |
| 270 | 12月25日 | 総集編「スター&レジェンド芸能人SP」 |           |

#### 2025年
| 回  | 放送日時 | ゲスト | 備考                     |
| --- | -------- | --- | ------------------------ |
| 271 | 01月01日 | 伊集院光、向井慧（パンサー）                                                                                             | [ 注 15 ]                |
| 272 | 01月15日 | なすなかにし、クロちゃん（安田大サーカス）、福留光帆                                                                     |                          |
| 273 | 01月22日 | 特別企画「どんよりポエム発表会」 みなみかわ、モグライダー、ラランド                                                      |                          |
| 274 | 01月29日 | フットボールアワー |                          |
| 275 | 02月05日 | 竜星涼、生見愛瑠、サバンナ                                                                                               |                          |
| 276 | 02月12日 | 津田篤宏（ダイアン）、関町知弘（ライス）、よじょう（ガクテンソク）、周平魂（ツートライブ）                               |                          |
| 277 | 02月19日 | 錦鯉、ヒコロヒー |                          |
| 278 | 02月26日 | オズワルド、やす子 |                          |
| 279 | 03月05日 | シティボーイズ |                          |
| 280 | 03月12日 | 太田博久（ジャングルポケット）、トム・ブラウン、こたけ正義感                                                             |                          |
| 281 | 03月19日 | 真空ジェシカ、バッテリィズ                                                                                               |                          |
| 282 | 03月26日 | ハナコ、峯岸みなみ、EXIT                                                                                                 |                          |
| 283 | 04月02日 | 総集編「あちこちヒストリーSP」                                                                                           |                          |
| 284 | 04月09日 | 紅しょうが、3時のヒロイン                                                                                                |                          |
| 285 | 04月16日 | 里崎智也、糸井嘉男、鳥谷敬                                                                                               |                          |
| 286 | 04月23日 | 特別企画「どんよりポエム発表会」 黒沢かずこ（森三中）、小宮浩信（三四郎）、宮下草薙                                      |                          |
| 287 | 04月30日 | 特別企画「自作自演ですが反論してもイイですか?」 井口浩之（ウエストランド）、サーヤ（ラランド）、蓮見翔（ダウ90000）      | 若林が不在で春日が単独MC |
| 288 | 05月07日 | 小坂菜緒・松田好花・平尾帆夏・藤嶌果歩（日向坂46）                                                                       |                          |
| 289 | 05月14日 | 星野源 |                          |
| 290 | 05月28日 | 出川哲朗 |                          |
| 291 | 06月04日 | コロコロチキチキペッパーズ、ファーストサマーウイカ                                                                       |                          |
| 292 | 06月11日 | いとうあさこ、若槻千夏                                                                                                   |                          |
| 293 | 06月18日 | 令和ロマン |                          |
| 294 | 06月25日 | ちょんまげラーメン、さや香、きしたかの                                                                                   |                          |
| 295 | 07月02日 | 友田オレ、呂布カルマ、SHELLY                                                                                             |                          |
| 296 | 07月09日 | 小木博明（おぎやはぎ）、松丸友紀、鈴木拓（ドランクドラゴン）                                                             |                          |
| 297 | 07月16日 | 特別企画「ダセェこと言いにきました!」 板倉俊之（インパルス）、野田クリスタル（マヂカルラブリー）、芝大輔（モグライダー） |                          |
| 298 | 07月23日 | 石原良純、谷まりあ |                          |
| 299 | 07月30日 | 特別企画「芸能人の反省ノートを見てみよう」 トレンディエンジェル、ガクテンソク、コットン                                  |                          |
| 300 | 08月06日 | 吉田沙保里、高木菜那、村上佳菜子                                                                                         |                          |
| 301 | 08月13日 | ホラン千秋、あの |                          |

## スタッフ
※→レギュラー版より加入、●→23時台以降に加入
- テーマソング[注 16] - 星野源「化物」（SPEEDSTAR RECORDS）
- ナレーター - 内田真礼【毎週】、矢作紗友里（矢作→●）【週替り】
- 構成 - 相澤昇、大西右人、安部裕之、上田源嗣（安部→●）
- EED - 菅原考弘（※）【毎週】、百瀬瑛太郎（百瀬→●）【週替り】
- MA - 渡辺和也（※）
- CAM - 五十嵐陽、岸本慎也（岸本→※）
- 音声 - 村本達弥
- 美術 - 金森明日香（第2回と※）
- 音響効果 - 遠藤治朗
- 技術協力 - スウィッシュ・ジャパン、JUNESEP、エムベック、東京オフラインセンター、ザ・チューブ、ネクストライ（スウィッシュ・ネクス以外→※）
- 美術協力 - テレビ東京アート
- スタイリスト - 福田幸生（※）
- タイトル - ODD JOB
- デスク - 渡邉京子
- AD - 川島朋子、藤野隼哉（共に→●）
- ディレクター - 降川浩史、土屋佳弘（シオプロ、第2回 - ）、森俊平、高田直、高橋純平、吉川司（森〜吉川→●）
- 演出 - 斉藤崇（シオプロ）
- プロデューサー - 佐久間宣行（フリー、●第1回までがテレビ東京）、碓氷容子（UNITED PRODUCTIONS）、宮中彩花（テレビ東京、●）、渡邊優子（●）
- チーフプロデューサー - 星俊一（テレビ東京、●2023年4月12日 - ）
- 制作協力 - UNITED PRODUCTIONS（※番組開始 - 2020年3月まで、2022年1月 - ）
- 製作著作 - テレビ東京

### 過去のスタッフ
- EED - 五郎丸亮（第1回）、久保田和樹（第2回）、田村啓一郎（※）
- MA - 野宮聡（第1,2回）
- CAM - 久世大輔
- 美術 - 仙田拓也（第1回と※）
- 技術協力 - メディア・リース（第1,2回）、M&J（※）、ARTPLAZA（※）
- 編成 - 藤田健世（テレビ東京）、平山幸人（※、テレビ東京）
- 営業 - 横田海斗（テレビ東京※2020年4月 - 、第1,2回）、伊藤有弥・安田幸平（共に※、テレビ東京）
- AD - 児玉龍矢、金原かれん（共に第1,2回）、松永あずさ、野田亜衣、大嶋大次郎（共に※）、石川あす夏、伴場虎太郎（共に●）
- ディレクター - 橋本詳吾、門倉勝次（門倉→※はAD）
- AP - 高橋一馬（テレビ東京）
- プロデューサー - 齋藤恵介・秋葉祐太朗・魚田英孝・松山拓生（共にテレビ東京、秋葉〜松山→●、秋葉→※はAP、●第2回 - 2023年6月頃）、藤本大介（●）
- チーフプロデューサー - 伊藤隆行（テレビ東京、●2021年4月14日 - 2023年4月5日）
- 制作協力 - WlSENLARGE[注 17]（※2020年4月 - 2021年12月）

## 放送局

### 2021年4月以降
| 放送対象地域   | 放送局                   | 系列           | 放送開始          | 放送時間                     | ネット状況 |
| -------------- | ------------------------ | -------------- | ----------------- | ---------------------------- | ---------- |
| 関東広域圏     | テレビ東京（TX）         | テレビ東京系列 | 2021年3月31日     | 水曜 23:06 - 23:55           | 制作局     |
| 北海道         | テレビ北海道（TVh）      | テレビ東京系列 | 2021年3月31日     | 水曜 23:06 - 23:55           | 同時ネット |
| 愛知県         | テレビ愛知（TVA）        | テレビ東京系列 | 2021年3月31日     | 水曜 23:06 - 23:55           | 同時ネット |
| 大阪府         | テレビ大阪（TVO）        | テレビ東京系列 | 2021年3月31日     | 水曜 23:06 - 23:55           | 同時ネット |
| 岡山県・香川県 | テレビせとうち（TSC）    | テレビ東京系列 | 2021年3月31日     | 水曜 23:06 - 23:55           | 同時ネット |
| 福岡県         | TVQ九州放送（TVQ）       | テレビ東京系列 | 2021年3月31日     | 水曜 23:06 - 23:55           | 同時ネット |
| 和歌山県       | テレビ和歌山（WTV）      | 独立局         | 2021年3月31日     | 水曜 23:06 - 23:55           | 同時ネット |
| 滋賀県         | びわ湖放送（BBC）        | 独立局         | 2021年3月31日     | 水曜 23:06 - 23:55           | 同時ネット |
| 青森県         | 青森放送（RAB）          | 日本テレビ系列 | 2021年10月2日     | 日曜 0:55 - 1:45（土曜深夜） | 遅れネット |
| 山形県         | テレビユー山形（TUY）    | TBS系列        | 2022年2月3日      | 木曜 0:55 - 1:44（水曜深夜） | 遅れネット |
| 静岡県         | 静岡放送（SBS）          | TBS系列        | 不明 2023年4月3日 | 月曜 23:56 - 0:49            | 遅れネット |
| 新潟県         | NST新潟総合テレビ（NST） | フジテレビ系列 | 2021年10月4日     | 火曜 0:20 - 1:10（月曜深夜） | 遅れネット |
| 富山県         | 富山テレビ（BBT）        | フジテレビ系列 | 2024年10月        | 土曜 0:45 - 1:35（金曜深夜） | 遅れネット |
| 熊本県         | テレビくまもと（TKU）    | フジテレビ系列 | 継続              | 水曜 0:25 - 1:15（火曜深夜） | 遅れネット |
| 鹿児島県       | 鹿児島テレビ（KTS）      | フジテレビ系列 | 継続              | 日曜 1:15 - 2:05（土曜深夜） | 遅れネット |
| 岩手県         | 岩手朝日テレビ（IAT）    | テレビ朝日系列 | 2022年10月2日     | 日曜 10:00 - 10:50           | 遅れネット |
| 長野県         | 長野朝日放送（abn）      | テレビ朝日系列 | 2022年4月         | 日曜 0:30 - 1:25（土曜深夜） | 遅れネット |
| 石川県         | 北陸朝日放送（HAB)       | テレビ朝日系列 | 継続              | 金曜 0:20 - 1:10（木曜深夜） | 遅れネット |
| 広島県         | 広島ホームテレビ（HOME） | テレビ朝日系列 | 2022年4月         | 木曜 0:50 - 1:40 (水曜深夜)  | 遅れネット |
| 山口県         | 山口朝日放送（yab）      | テレビ朝日系列 | 継続              | 日曜 23:55 - 翌0:45          | 遅れネット |
| 長崎県         | 長崎文化放送（ncc）      | テレビ朝日系列 | 2021年4月         | 火曜 0:15 - 1:07（月曜深夜） | 遅れネット |
| 大分県         | 大分朝日放送（OAB）      | テレビ朝日系列 | 不明              | 月曜 0:25 - 1:15（日曜深夜） | 遅れネット |

過去のネット局
- 東北放送（tbc・TBS系列） - 2022年4月29日から金曜 1:00 - 1:50（木曜深夜）に放送されていたが、2022年12月打ち切り。
- 岐阜放送（GBS・独立局） - 2021年3月31日から水曜 23:06 - 23:55に同時ネットで放送されていたが、2024年3月27日をもって放送打ち切り。

※テレビ愛知では2020年10月より、TVQ九州放送では2021年1月より遅れネットでの放送をしていたため、同時ネット開始直後は水曜未明（火曜深夜）に遅れネット分を放送し翌水曜深夜に同時ネット分を放送する期間が続いた（テレビ愛知は約4か月、TVQ九州放送は約2か月）。
※三重テレビ・奈良テレビを除く東海・近畿地方の独立局では、同時ネットで放送しているが、あくまで番販ネットのため、自主編成で臨時非ネットにすることがある。
※福井放送では2024年4月6日のみ21:00～21:48まで放送。

### 2021年3月まで
- 以下は2021年4月1日現在、すべて過去の2021年3月31日時点での放送時間であることに注意。
  - テレビ東京では2021年3月31日に未明の枠移動前と23時台に枠移動後のレギュラー回をそれぞれ放送した。

| 放送対象地域   | 放送局                | 系列           | 放送期間                               | 放送時間                     | ネット状況 | 備考      |
| -------------- | --------------------- | -------------- | -------------------------------------- | ---------------------------- | ---------- | --------- |
| 関東広域圏     | テレビ東京（TX）      | テレビ東京系列 | 2019年10月5日 - 2021年3月31日          | 水曜 1:35 - 2:05（火曜深夜） | 制作局     | [ 注 25 ] |
| 和歌山県       | テレビ和歌山（WTV）   | 独立局         | 2019年10月25日 - 不明                  | 金曜 16:25 - 16:54           | 遅れネット | [ 注 26 ] |
| 北海道         | テレビ北海道（TVh）   | テレビ東京系列 | 2020年4月2日（1日深夜） - 不明         | 木曜 1:35 - 2:05（水曜深夜） | 遅れネット | [ 注 27 ] |
| 石川県         | 北陸朝日放送（HAB）   | テレビ朝日系列 | 2020年4月13日（12日深夜） - 不明       | 月曜 0:40 - 1:07（日曜深夜） | 遅れネット | [ 注 28 ] |
| 鹿児島県       | 鹿児島テレビ（KTS）   | フジテレビ系列 | 2020年8月3日（2日深夜） - 不明         | 月曜 1:25 - 1:55（日曜深夜） | 遅れネット | [ 注 29 ] |
| 山口県         | 山口朝日放送（yab）   | テレビ朝日系列 | 2020年10月1日（9月30日深夜） - 不明    | 日曜 23:55 - 翌0:25          | 遅れネット | [ 注 30 ] |
| 岡山県・香川県 | テレビせとうち（TSC） | テレビ東京系列 | 2020年10月9日（8日深夜） - 不明        | 金曜 1:05 - 1:35（木曜深夜） | 遅れネット | [ 注 31 ] |
| 愛知県         | テレビ愛知（TVA）     | テレビ東京系列 | 2020年10月15日（14日深夜） - 2021年8月 | 水曜 1:35 - 2:05（火曜深夜） | 遅れネット | [ 注 31 ] |
| 福岡県         | TVQ九州放送（TVQ）    | テレビ東京系列 | 2021年1月6日（5日深夜） - 6月          | 水曜 1:30 - 2:00（火曜深夜） | 遅れネット | [ 注 32 ] |

- 不定期放送
  - 静岡放送（SBS） - 2021年5月22日に75回と76回を放送し、30分版の放送を終了。
  - 広島テレビ（HTV）[注 33]
  - テレビくまもと（TKU）

## ネット配信
- ネットもテレ東（TVer、GYAO!）[注 34]ではテレビ東京での放送終了後に最新回が無料で視聴可能。
- Paravi（2023年6月30日、U-NEXTに統合)では2020年10月放送分よりテレビ東京での放送終了後に定額見放題で配信（アーカイブは1年分)[注 35]。

## DVD
第1弾 2021年12月15日発売
@Loppi商品番号 AW12271376（DVD3巻セット）
第2弾 2023年12月25日発売
@Loppi商品番号 AW14376315（DVD3巻セット）

## イベント
イベント告知はネット局の他それ以外の一部放送局でもスポットCMの形で行われるが、一部放送局では若林による「○○では『あちこちオードリー』は放送されてません」の補足が入る。
- 祝! あちこちオードリー1周年記念パーティー ～春日の店 今夜は完全予約制ですよ～（2020年10月28日）
  - ゲスト：向井慧（パンサー）
- あちこちオードリー 真夏のオンラインライブ 心のお札はがし祭（2021年8月16日）
  - ゲスト：ハライチ
- あちこちオードリー オンラインライブ「夢と希望だけじゃ生きていけない 私の絶望ワイドショー」（2022年8月5日）
  - ゲスト：塚地武雅（ドランクドラゴン）、橋本直（銀シャリ）、DJ松永（Creepy Nuts）、阿部祐二
- あちこちオードリー オンラインライブ2023 〜8.30オードリーVSノブコブVSアンガールズ 流血上等！心のかさぶた剥がしデスマッチ！〜（2023年8月30日）
  - ゲスト：アンガールズ、平成ノブシコブシ、矢野武
- あちこちオードリーオンラインライブ2024 〜8.20〜それ言ってどうすんだ祭〜（2024年8月20日）
  - ゲスト：板倉俊之（インパルス）、黒沢かずこ（森三中）、兼近大樹（EXIT）、サーヤ（ラランド）